# (9123) Yoshiko
(9123) Yoshiko – planetoida z grupy pasa głównego asteroid okrążająca Słońce w ciągu 4 lat i 62 dni w średniej odległości 2,59 j.a. Została odkryta 24 marca 1998 roku w Gekko Observatory przez Tetsuo Kagawę. Nazwa planetoidy pochodzi od Yoshiko Nakano (ur. 1933), japońskiej dyrektor Gekko Observatory. Przed nadaniem nazwy planetoida nosiła oznaczenie tymczasowe (9123) 1998 FQ11.